# Russula gracillima
Russula gracillima é um fungo que pertence ao gênero de cogumelos Russula na ordem Russulales. Foi descrito cientificamente por Julius Schäffer em 1931.